# Joodse begraafplaats (Oirschot)
De Joodse begraafplaats van Oirschot in de Nederlandse provincie Noord-Brabant is gelegen aan De Kemmer en dateert uit ongeveer 1800.
De oudste nog aanwezige grafsteen van de in totaal 8, stamt uit 1845. De grafschriften op drie van de acht grafstenen zijn volledig in het Hebreeuws geschreven. Deze drie grafstenen zijn tevens de oudste grafstenen op deze begraafplaats. Overigens wordt aangenomen dat er nog meer mensen op deze begraafplaats te ruste zijn gelegd.
In het groene toegangshek naar de begraafplaats zijn een davidster en de twee stenen tafelen verwerkt. Op het hek zit een bordje met de tekst:
OUDE JOODSE BEGRAAFPLAATS 
 IN GEBRUIK SEDERT ±1800
De eerste Joden kwamen omstreeks het midden van de 18e eeuw naar Oirschot, te beginnen met de vestiging van een Joodse slager. Spoedig kwamen er meer en werd er een joodse gemeente gesticht. De godsdienstoefeningen vonden oorspronkelijk in een woning plaats en in 1842 kwam er een synagoge aan de Rijkesluisstraat. Deze werd in 1905 voor het laatst gebruikt en in 1912 opgeheven, omdat het aantal Joden weer was afgenomen. Meer dan 30 zijn er overigens nooit geweest. De joodse gemeente werd bij die van Eindhoven gevoegd.
De synagoge werd verkocht en van de opbrengst werd een fonds gevormd dat werd gebruikt om de begraafplaats te onderhouden. Een gedenksteen geeft aan waar de synagoge heeft gestaan.
De Joodse begraafplaats van Oirschot is vrij toegankelijk.